# Friedhof Zehlendorf

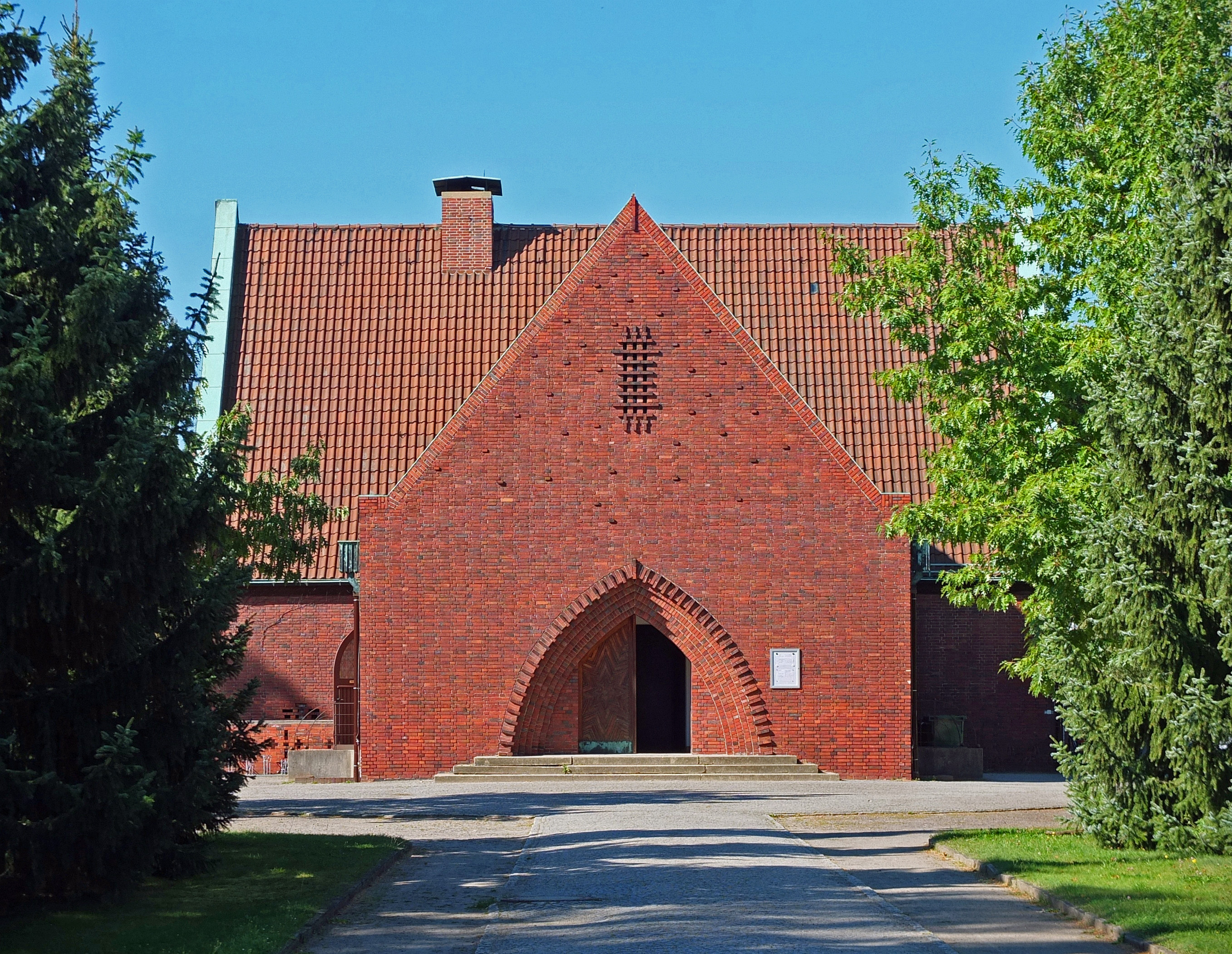
Expressionistische Feierhalle von 1930/31

Der Friedhof Zehlendorf ist ein landeseigener Friedhof von Berlin im Ortsteil Zehlendorf, Onkel-Tom-Straße 30. Seine Fläche beträgt 91.995 m². Das Ensemble der beiden Friedhofskapellen steht unter Denkmalschutz.

## Geschichte
Er wurde 1871 angelegt, nachdem der Kirchhof um die Zehlendorfer Dorfkirche zu klein geworden war. Die erste Beisetzung erfolgte im Januar 1871. Zu Beginn stand auf dem Friedhof nur ein Leichenschuppen zur Verfügung, erst 1885, 14 Jahre nach der Eröffnung, wurde eine massive Kapelle mit Leichenhalle errichtet. Dieser Ziegelbau auf rechteckigem Grundriss weist neugotische Formen auf. Der Architekt ist nicht bekannt. Das ursprüngliche Portal ist heute zugemauert. 1905/06 fand eine Erweiterung des Friedhofs nach Westen und 1910 nach Norden statt. Beide Erweiterungen erfolgten durch den Stadtgartendirektor Emil Schubert, der auch hier bestattet wurde. Ab 1925 erfolgte eine dritte Erweiterung des Friedhofs, die unter der Leitung von Max Dietrich durchgeführt wurde. 1930/31 wurde im Bereich dieser nördlichen Erweiterung eine neue Feierhalle errichtet. Nach den Entwürfen von Erich Schwiertz entstand ein expressionistischer Ziegelbau. Mit diesem im Zusammenhang wurde ein neuer Haupteingang an der Onkel-Tom-Straße angelegt.

## Kriegsgräberstätte

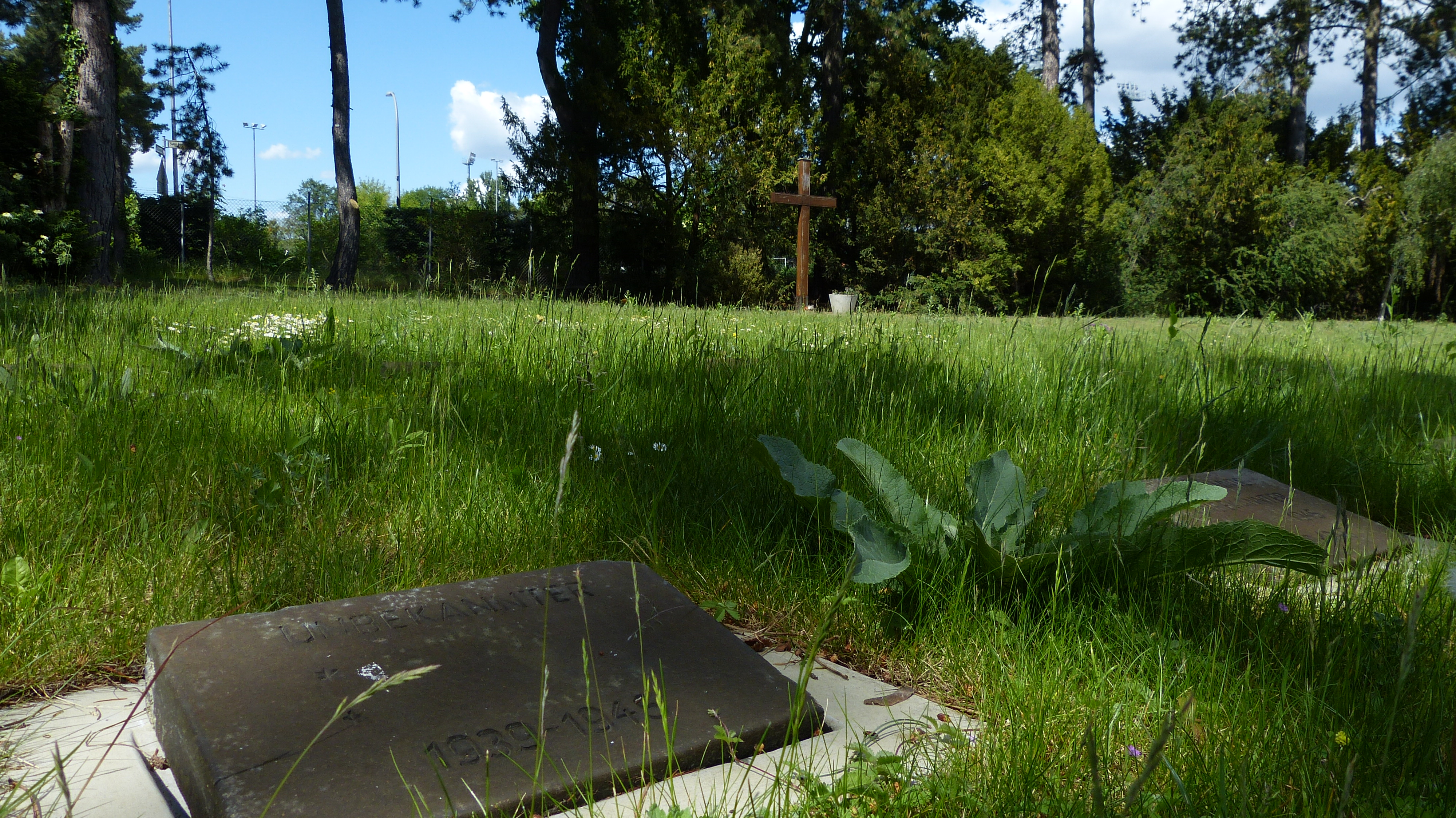
Unbekannter auf Kriegsgräberstätte

Auf dem nördlichen Gelände des Friedhofes liegt eine Kriegsgräberstätte mit 600 Opfern von Krieg und Gewaltherrschaft. Sie besteht aus den in Berlin typischen Kissensteinen und einem etwa zwei Meter hohen Kreuz. Eine weitere Kriegsgräberstätte für etwa 50 Opfer des Ersten Weltkriegs befindet sich südlich der Feierhalle.

## Beigesetzte Persönlichkeiten
| Name                          | Geburtsjahr | Sterbejahr | Beruf/Wirken                                                                                | Ehrengrab | Grablage                 | Foto des Grabes | Bemerkungen                                                                  |
| ----------------------------- | ----------- | ---------- | ------------------------------------------------------------------------------------------- | --------- | ------------------------ | --------------- | ---------------------------------------------------------------------------- |
| Hans Ulrich Abshagen          | 1926        | 2017       | Manager und Autor                                                                           |           | 011-729                  | Foto            |                                                                              |
| Heinz Alisch                  | 1917        | 1993       | Komponist                                                                                   |           |                          |                 | anonym bestattet                                                             |
| Gerhard Wilhelm Becker        | 1927        | 2012       | Physiker                                                                                    |           | 006-157                  | Foto            |                                                                              |
| Günther Becker                | 1912        | 1980       | Zoologe, Entomologe und Holzforscher                                                        |           | 29 W 171                 | Foto            |                                                                              |
| Christian Berg                | 1908        | 1990       | Theologe                                                                                    |           | 002-19                   | Foto            |                                                                              |
| Werner Beucke                 | 1903        | 1940       | Grafiker                                                                                    |           | Feld 1                   | Foto            |                                                                              |
| Konrad Biesalski              | 1868        | 1930       | Mediziner                                                                                   | seit 1975 | 002-114                  | Foto            |                                                                              |
| Hermann Blei                  | 1929        | 1999       | Jurist, Professor für Straf- und Prozessrecht                                               |           | 008-120                  | Foto            |                                                                              |
| William Borm                  | 1895        | 1987       | Politiker                                                                                   | 1987–2009 | 020-183                  | Foto            | Ehrengrab wegen Stasi-Tätigkeit aberkannt                                    |
| Käthe Braun                   | 1913        | 1994       | Schauspielerin                                                                              |           | 016-49                   | Foto            |                                                                              |
| Hans Bucka                    | 1925        | 2011       | Physiker                                                                                    |           | 018-596                  | Foto            |                                                                              |
| Carl Hermann Busse            | 1872        | 1918       | Schriftsteller und Dichter                                                                  |           | 008-225                  | Foto            |                                                                              |
| Nicolas de Crosta             | 1900        | 1972       | Schriftsteller                                                                              |           |                          |                 | Künstlername, eigentlicher Name Traugott von Schlieben                       |
| Peter Danckert                | 1940        | 2022       | Jurist und Politiker                                                                        |           | 003-167                  | Foto            |                                                                              |
| Christa Dichgans              | 1940        | 2018       | Malerin und Grafikerin                                                                      |           | 013-89                   | Foto            |                                                                              |
| Helmut Diehl                  | 1932        | 2017       | Maler und Grafiker                                                                          |           | 001-494                  | Foto            |                                                                              |
| Hans Dominik                  | 1872        | 1945       | Science-Fiction-Autor und Ingenieur                                                         | 1978–2001 | 009-83                   | Foto            |                                                                              |
| Emil Dovifat                  | 1890        | 1969       | Zeitungswissenschaftler                                                                     | 1992–2014 | 018-652/653              | Foto            |                                                                              |
| Ingeborg Drewitz              | 1923        | 1986       | Schriftstellerin                                                                            | seit 1990 | 020-406                  | Foto            |                                                                              |
| Berta Drews                   | 1901        | 1987       | Schauspielerin                                                                              |           | 013-96                   | Foto            | seebestattet, Gedenken auf dem Grabstein ihres Ehemanns Heinrich George      |
| Wilfried Emmert               | 1930        | 2023       | Dirigent und Generalmusikdirektor                                                           |           | 001-447                  | Foto            | Kissenstein in der Familiengrabstätte von Bronewski                          |
| Anton Erkelenz                | 1878        | 1945       | Politiker                                                                                   |           | 001-268                  | Foto            |                                                                              |
| Max Esser                     | 1885        | 1945       | Bildhauer                                                                                   |           |                          |                 | Grab nicht mehr vorhanden                                                    |
| Klaus Eyferth                 | 1928        | 2012       | Psychologe                                                                                  |           | 008-806                  | Foto            |                                                                              |
| Gisela Fackelday              | 1920        | 1986       | Schauspielerin                                                                              |           |                          |                 |                                                                              |
| Arnold Federmann              | 1877        | 1952       | Schriftsteller, Kunst- und Literaturhistoriker                                              |           | Nordtrakt 12             | Foto            |                                                                              |
| Conrad Felixmüller            | 1897        | 1977       | Maler des Expressionismus und der Neuen Sachlichkeit                                        | seit 2001 | 019-294                  | Foto            | Grabrelief von Heinz Spilker                                                 |
| Richard Albert Fellinger      | 1848        | 1903       | Industrieller                                                                               |           | 015-?                    | Foto            |                                                                              |
| Robert Fellinger              | 1873        | 1955       | Elektrotechniker                                                                            |           | 019-325                  | Foto            |                                                                              |
| Jürgen Fijalkowski            | 1928        | 2014       | Politikwissenschaftler und Soziologe                                                        |           | 004-1195                 | Foto            |                                                                              |
| Martin Fischer                | 1911        | 1982       | Theologe, Rektor der Kirchlichen Hochschule Berlin                                          |           | 015-443                  | Foto            |                                                                              |
| Klaus Fischer-Dieskau         | 1921        | 1994       | Musiker                                                                                     |           | 007-?                    | Foto            |                                                                              |
| Paul Fleischmann              | 1889        | 1965       | Politiker, Stadtältester                                                                    | seit 1965 | 007-478                  | Foto            |                                                                              |
| Jürgen Franke                 | 1936        | 2009       | Volkswirt                                                                                   |           | 011-1027                 | Foto            |                                                                              |
| Klaus Geitel                  | 1924        | 2016       | Musik-, Tanz- und Ballettkritiker                                                           |           | 001-481                  | Foto            |                                                                              |
| Götz George                   | 1938        | 2016       | Schauspieler                                                                                |           | 013-92                   | Foto            |                                                                              |
| Heinrich George               | 1893        | 1946       | Schauspieler                                                                                | seit 1995 | 013-96                   | Foto            | 1994 umgebettet vom Friedhof des stalinistischen Speziallagers Sachsenhausen |
| Karl Gerhardt                 | 1864        | 1939       | Landessyndikus der Provinz Brandenburg                                                      |           |                          |                 | Grab nicht mehr vorhanden                                                    |
| Walter Gladisch               | 1882        | 1954       | Marineoffizier                                                                              |           | 006-299                  | Foto            |                                                                              |
| Erdmann Graeser               | 1870        | 1937       | Schriftsteller                                                                              | seit 1975 | 013-231                  | Foto            |                                                                              |
| Hermann Gutzmann              | 1892        | 1972       | Arzt und Begründer der ersten Logopädenlehranstalt in Deutschland                           |           |                          | Foto            |                                                                              |
| Günther Haasch                | 1926        | 2020       | Japanexperte und Autor                                                                      |           | 003-336                  | Foto            |                                                                              |
| Klaus Halter                  | 1909        | 2002       | Dermatologe                                                                                 |           | 008-220                  | Foto            |                                                                              |
| Joachim Hämmerling            | 1901        | 1980       | Botaniker                                                                                   |           | 017-118                  | Foto            |                                                                              |
| Arvid Harnack                 | 1901        | 1942       | Widerstand gegen das NS-Regime                                                              |           |                          | Foto            |                                                                              |
| Ernst von Harnack             | 1888        | 1945       | Politiker, Widerstand gegen das NS-Regime                                                   | seit 1952 | 011-735                  | Foto            | nach Hinrichtung an unbekanntem Ort verscharrt, hier in memoriam             |
| Falk Harnack                  | 1913        | 1991       | Regisseur, Widerstand gegen das NS-Regime                                                   |           | 016-49                   | Foto            |                                                                              |
| Mildred Harnack               | 1902        | 1943       | Widerstand gegen das NS-Regime                                                              |           |                          | Foto            |                                                                              |
| Julius Hart                   | 1859        | 1930       | Schriftsteller und Literaturkritiker                                                        | seit 1956 | 019-508                  | Foto            |                                                                              |
| Arminius Hasemann             | 1888        | 1979       | Bildhauer und Graphiker                                                                     |           |                          |                 | Grab nicht mehr vorhanden                                                    |
| Werner Hass                   | 1927        | 2017       | Sänger und Moderator                                                                        |           | Feld 014                 | Foto            |                                                                              |
| Erich Heger                   | 1906        | 1990       | Rechtsanwalt                                                                                |           | 008-173                  | Foto            |                                                                              |
| Gerd Henniger                 | 1930        | 1990       | Kunsthistoriker, Schriftsteller und Übersetzer                                              |           | 020-440                  | Foto            |                                                                              |
| Ernst Henseler                | 1852        | 1940       | Maler                                                                                       |           |                          |                 | Grab nicht mehr vorhanden                                                    |
| Hans Herrmann                 | 1858        | 1942       | Maler und Professor                                                                         | 1987–2009 |                          |                 |                                                                              |
| Julius Hirschwald             | 1845        | 1928       | Kristallograph, Mineraloge und Petrograf                                                    |           |                          |                 |                                                                              |
| Hans Holländer                | 1932        | 2017       | Kunsthistoriker                                                                             |           | 004-1227                 | Foto            |                                                                              |
| Friedrich Hussong             | 1878        | 1943       | Journalist, Schriftsteller                                                                  |           |                          |                 | Grab nicht mehr vorhanden                                                    |
| Herbert Ihering               | 1888        | 1977       | Dramaturg, Regisseur, Journalist und Theaterkritiker                                        |           | 3 W 109                  | Foto            |                                                                              |
| Gustav Jahn                   | 1862        | 1940       | Richter und erster Präsident des Reichsfinanzhofs                                           |           |                          |                 | Grab nicht mehr vorhanden                                                    |
| Jörg Jannings                 | 1930        | 2023       | Regisseur                                                                                   |           | 006-68                   | Foto            |                                                                              |
| Aurel von Jüchen              | 1902        | 1991       | Theologe                                                                                    |           | 007-300                  | Foto            |                                                                              |
| Manfred Karnetzki             | 1928        | 2008       | evangelischer Pfarrer                                                                       |           | 011-39                   | Foto            |                                                                              |
| Hugo Kaun                     | 1863        | 1932       | Komponist, Dirigent und Musikpädagoge                                                       |           | 017-524                  | Foto            |                                                                              |
| Heinrich Kemper               | 1902        | 1969       | Zoologe                                                                                     |           | Nordtrakt 133            | Foto            |                                                                              |
| Wolfgang Kirsch               | 1913        | 1996       | Politiker und Jurist                                                                        |           | 006-379                  | Foto            |                                                                              |
| Herbert Knauer                | 1931        | 2024       | Chemiker und Unternehmer                                                                    |           | 015-53                   | Foto            |                                                                              |
| Felix Knemöller               | 1916        | 1993       | Rundfunkmoderator                                                                           |           | 020-422                  | Foto            |                                                                              |
| Friedrich Knilli              | 1930        | 2022       | Medienwissenschaftler                                                                       |           | 003-33                   | Foto            |                                                                              |
| Hugo Köster                   | 1859        | 1943       | Bürgermeister von Zehlendorf, Stadtältester                                                 | seit 1952 | 007-134                  | Foto            |                                                                              |
| Arthur Kraußneck              | 1856        | 1941       | Schauspieler                                                                                |           |                          |                 | eigentlicher Name Arthur Müller; Grab nicht mehr vorhanden                   |
| Jürgen Kross                  | 1936        | 2010       | Physiker                                                                                    |           | 017-643                  | Foto            |                                                                              |
| Carl Kühn                     | 1873        | 1942       | Architekt, Diözesanbaurat und Fürstbischöflicher Delegaturbaurat                            |           |                          |                 |                                                                              |
| Herbert Kundler               | 1926        | 2004       | Journalist, geschäftsführender Intendant und langjähriger Programmdirektor des RIAS Berlin  |           | 017-547                  | Foto            |                                                                              |
| Paul Kunzendorf               | 1853        | 1923       | Schriftsteller, Zehlendorfer Heimatforscher                                                 | seit 1994 | 001-191                  | Foto            |                                                                              |
| Curt Lahs                     | 1893        | 1958       | Künstler und Kunstprofessor                                                                 |           |                          | Foto            |                                                                              |
| Ernst Legal                   | 1881        | 1955       | Schauspieler                                                                                | 1987–2009 | 016-HW-120               | Foto            |                                                                              |
| Leonhard Lipka                | 1938        | 2019       | Sprachwissenschaftler                                                                       |           | 008–142                  | Foto            |                                                                              |
| Robert Loddenkemper           | 1939        | 2023       | Mediziner und Pneumologe                                                                    |           | 003-164                  | Foto            |                                                                              |
| Ulli Lommel                   | 1944        | 2017       | Schauspieler, Regisseur, Drehbuchautor und Filmproduzent                                    |           | 001-495                  | Foto            |                                                                              |
| Arthur Mäkelt                 | 1881        | 1971       | Architekt                                                                                   |           | 016-575                  | Foto            |                                                                              |
| Friedrich Martini             | 1856        | 1933       | Eisenbahner                                                                                 |           | 28 HW 92                 | Foto            |                                                                              |
| Paul Mebes                    | 1872        | 1938       | Architekt und Architekturtheoretiker                                                        | seit 1978 | 015-505                  | Foto            |                                                                              |
| Franz Metzner                 | 1870        | 1919       | Bildhauer                                                                                   |           |                          |                 | Grab nicht mehr vorhanden                                                    |
| Margarethe Meusel             | 1897        | 1953       | Sozialpolitikerin, Widerstand gegen das NS-Regime                                           | seit 1992 | 007-565                  | Foto            |                                                                              |
| Rudolf Michael                | 1896        | 1972       | Politiker, Stadtältester                                                                    | seit 1972 | 013-28                   | Foto            |                                                                              |
| Marg Moll                     | 1884        | 1977       | Bildhauerin                                                                                 | 1987–2011 | 012-53                   | Foto            |                                                                              |
| Oskar Moll                    | 1875        | 1947       | Maler                                                                                       | 1987–2011 | 012-53                   | Foto            |                                                                              |
| Wichard von Moellendorff      | 1881        | 1937       | Ingenieur und Wirtschaftstheoretiker                                                        |           |                          |                 | Grab nicht mehr vorhanden                                                    |
| Friedrich Wilhelm Karl Müller | 1863        | 1930       | Orientalist und Archäologe                                                                  |           |                          |                 | Grab nicht mehr vorhanden                                                    |
| Michael Noetzel               | 1925        | 2003       | Politiker (SPD)                                                                             |           | 005-134                  | Foto            |                                                                              |
| Gebhard von Oppen             | 1938        | 2023       | Experimentalphysiker                                                                        |           | 004-                     | Foto            |                                                                              |
| Hans Ostwald                  | 1873        | 1940       | Schriftsteller                                                                              |           |                          |                 | Grab nicht mehr vorhanden                                                    |
| Paul Paeschke                 | 1875        | 1943       | Maler und Graphiker                                                                         | 1987–2009 | 009-553                  |                 | Grab nicht mehr vorhanden                                                    |
| Uwe Pape                      | 1936        | 2023       | Wirtschaftsinformatiker und Orgelsachverständiger                                           |           | 011-268                  | Foto            |                                                                              |
| Wilhelm Pasewaldt             | 1812        | 1893       | Gutsbesitzer, Kommunalpolitiker                                                             |           |                          |                 | Grab nicht mehr vorhanden                                                    |
| John Petersen                 | 1860        | 1939       | Violinist, Komponist und Musikpädagoge                                                      |           | 018-383                  | Foto            |                                                                              |
| Otto Pfundtner                | 1844        | 1918       | Stadtschulrat und Mitglied des Deutschen Reichstags                                         |           |                          |                 | Grab nicht mehr vorhanden                                                    |
| Harald Poelchau               | 1903        | 1972       | Pfarrer, Widerstand gegen das NS-Regime                                                     | seit 1987 | 008-98                   | Foto            |                                                                              |
| Siegfried Pokern              | 1976        | 2008       | Opern- und Operettensänger                                                                  |           | 011-75                   | Foto            |                                                                              |
| Diethard Rauskolb             | 1943        | 2018       | Politiker, Staatssekretär in der Berliner Senatsverwaltung für Justiz                       |           | 012-171                  | Foto            |                                                                              |
| Hans Reif                     | 1899        | 1984       | Politiker, Mitglied des Deutschen Bundestages und des Berliner Abgeordnetenhauses           | seit 1984 | 003-402                  | Foto            |                                                                              |
| Christoph Richter             | 1932        | 2020       | Musikwissenschaftler und -pädagoge                                                          |           | 013-371                  | Foto            |                                                                              |
| Dietmar Rudolph               | 1941        | 2022       | Ingenieur der Rundfunktechnik                                                               |           | 004-1002                 | Foto            |                                                                              |
| Carl Ruhnke                   | 1874        | 1922       | Optiker, Gründer einer Spezialfirma für optische Geräte                                     |           |                          | Foto            |                                                                              |
| Hermann Sandkuhl              | 1872        | 1936       | Maler                                                                                       | seit 1956 | 001-94                   | Foto            |                                                                              |
| Alfred Schieske               | 1908        | 1970       | Schauspieler                                                                                |           | 007-229                  | Foto            |                                                                              |
| Otto von Schlieben            | 1875        | 1932       | Reichsminister der Finanzen                                                                 |           |                          | Foto            | Grab nicht mehr vorhanden, nur der Grabstein findet sich im Mitteltrakt      |
| Lothar Schmidt                | 1921        | 2020       | Mediziner                                                                                   |           | 013-45                   | Foto            |                                                                              |
| Gustav Schneider              | 1877        | 1935       | Politiker und Gewerkschaftsfunktionär                                                       |           |                          |                 | Grab nicht mehr vorhanden                                                    |
| Friedrich Schoenfelder        | 1916        | 2011       | Schauspieler                                                                                |           | 016-452                  | Foto            |                                                                              |
| Jörg Schönbohm                | 1937        | 2019       | Generalleutnant, Politiker (CDU)                                                            |           | 006-96                   | Foto            |                                                                              |
| Günter Schoknecht             | 1930        | 2012       | Ingenieur, Direktor beim Bundesgesundheitsamt                                               |           | 001-472                  | Foto            |                                                                              |
| Arno Scholz                   | 1904        | 1971       | Journalist und Verleger                                                                     |           |                          |                 |                                                                              |
| Carl Schott                   | 1879        | 1954       | Politiker, Bezirksbürgermeister von Zehlendorf                                              | seit 1965 | 007-625                  | Foto            |                                                                              |
| Klaus-Dieter Schotte          | 1938        | 2018       | Physiker                                                                                    |           | 017-61                   | Foto            |                                                                              |
| Hanning Schröder              | 1896        | 1987       | Komponist und Bratschist                                                                    |           | 020-?                    |                 |                                                                              |
| Emil Schubert                 | 1868        | 1925       | erster Gartendirektor der Gemeinde Zehlendorf                                               | 1990–2015 | 011-624                  | Foto            |                                                                              |
| Wilibald von Schulenburg      | 1847        | 1934       | Heimatforscher                                                                              |           |                          |                 | Grab nicht mehr vorhanden                                                    |
| Hermann Schulte-Heuthaus      | 1898        | 1979       | Generalmajor                                                                                |           |                          | Foto            |                                                                              |
| Hans-Werner Schütt            | 1937        | 2023       | Wissenschaftshistoriker                                                                     |           | 004-1175                 | Foto            |                                                                              |
| Wilhelm Seelmann-Eggebert     | 1849        | 1940       | Bibliothekar, Philologe und Germanist                                                       |           | 019-88                   | Foto            |                                                                              |
| Hans Siewert                  | 1872        | 1941       | Kammersänger                                                                                |           | 31 W 249                 | Foto            |                                                                              |
| Hans-Jürgen Sinell            | 1926        | 2020       | Veterinärmediziner                                                                          |           | 005-114                  | Foto            |                                                                              |
| Ernst-Günther Skiba           | 1927        | 2012       | Sozialarbeitswissenschaftler                                                                |           | 020-384                  | Foto            |                                                                              |
| Julius Springer               | 1880        | 1968       | Verleger                                                                                    |           | Seitentrakt 52           | Foto            |                                                                              |
| Rudolf Springer               | 1909        | 2009       | Kunsthändler und Galerist                                                                   |           | 013-90                   | Foto            |                                                                              |
| Heinz A. Staab                | 1926        | 2012       | Chemiker                                                                                    |           | 012-399                  | Foto            |                                                                              |
| Christian Stadelmann          | 1959        | 2019       | Geiger                                                                                      |           | 004-91                   | Foto            |                                                                              |
| Ralf Stahlmann                | 1950        | 2023       | Toxikologe und Pharmakologe                                                                 |           | 007-188                  | Foto            |                                                                              |
| Heinz Steinberg               | 1913        | 2003       | Pädagoge und Bibliothekar                                                                   |           | 017-170                  | Foto            |                                                                              |
| Albert Steinrück              | 1872        | 1929       | Schauspieler                                                                                | seit 1969 | 017-705                  | Foto            |                                                                              |
| Richard Sternfeld             | 1858        | 1926       | Komponist und Musikhistoriker                                                               |           |                          |                 | Grab nicht mehr vorhanden                                                    |
| Louise Stomps                 | 1900        | 1988       | Bildhauerin                                                                                 | 1990–2014 | 012-205                  | Foto            |                                                                              |
| Victor Otto Stomps            | 1897        | 1970       | Verleger, Drucker, Schriftsteller                                                           |           | 012-205                  | Foto            |                                                                              |
| Ernst Struck                  | 1890        | 1954       | Psychologe                                                                                  |           | 008-949                  | Foto            |                                                                              |
| Albert Südekum                | 1871        | 1944       | Journalist und Politiker                                                                    |           | 007                      | Foto            |                                                                              |
| Holm Sundhaußen               | 1942        | 2015       | Südosteuropa-Historiker                                                                     |           | 002-173                  | Foto            |                                                                              |
| Hermann Teske                 | 1902        | 1983       | Offizier, Archivar und Sachbuchautor                                                        |           | 015-161                  | Foto            |                                                                              |
| Michael Theunissen            | 1932        | 2015       | Philosoph                                                                                   |           | 007-375                  | Foto            |                                                                              |
| Klaus Thomas                  | 1915        | 1992       | Pfarrer, Arzt, Psychotherapeut, Gymnasiallehrer                                             |           | 006-359                  | Foto            |                                                                              |
| Paul Troschke                 | 1868        | 1959       | Geistlicher und Kirchenstatistiker                                                          |           | 020-99                   | Foto            |                                                                              |
| Helmut Wagner                 | 1929        | 2023       | Politikwissenschaftler                                                                      |           | 017-107                  | Foto            |                                                                              |
| Franz Wallner-Basté           | 1896        | 1984       | Kritiker und Autor                                                                          |           | 31 W 249                 | Foto            |                                                                              |
| Anton Weber                   | 1890        | 1969       | Politiker, Stadtältester, Vermessungstechniker                                              | seit 1969 | 018-309                  | Foto            |                                                                              |
| Gero Wecker                   | 1923        | 1974       | Filmproduzent                                                                               |           | Abt. 10 W 178 (Feld 006) | Foto            |                                                                              |
| Otto Weidt                    | 1883        | 1947       | Inhaber einer Blindenwerkstatt, Widerstand gegen das NS-Regime, Gerechter unter den Völkern | seit 1992 | 015-346                  | Foto            |                                                                              |
| Gerhard Wilcke                | 1903        | 1977       | Apotheker, Musikwissenschaftler und Komponist                                               |           | 020-127                  | Foto            |                                                                              |
| Rudolf Wolters                | 1903        | 1983       | Architekt und Stadtplaner                                                                   |           | 017-21                   | Foto            |                                                                              |
| Elisabeth Wurster             | 1919        | 1977       | Malerin                                                                                     | seit 1997 | 006-109                  | Foto            |                                                                              |
| Karl von Zahn                 | 1877        | 1944       | Jurist und Ministerialbeamter                                                               |           | 008-380                  | Foto            |                                                                              |
| Agnes von Zahn-Harnack        | 1884        | 1950       | Schriftstellerin und Frauenrechtlerin                                                       |           | 008-380                  | Foto            |                                                                              |
| Friedrich Zimmer              | 1855        | 1919       | Professor der Theologie und Gründer des Evangelischen Diakonievereins                       |           |                          | Foto            |                                                                              |

## Belege
1. ↑  Liste der Friedhöfe in Berlin
2. ↑  Eintrag 09075867 in der Berliner Landesdenkmalliste
3. ↑  Berlin und seine Bauten, Teil X, Band A (Anlagen und Bauten für die Verwaltung), (3) Bestattungswesen, S. 117f
4. ↑  SenUVK (Hrsg.): Gräber der Opfer von Krieg und Gewaltherrschaft - Bestand an Einzelgräbern und Sammelgräbern. 8. Januar 2020, S. 11.
5. ↑  Ehrengrabstätten des Landes Berlin (PDF; Stand Juli 2016)

Koordinaten: 52° 26′ 21,1″ N, 13° 15′ 15,7″ O